# 紅眼鏡亞馬遜鸚鵡
紅眼鏡亞馬遜鸚鵡（Amazona pretrei），又名紅眼鏡亞馬遜鸚哥、紅繡眼鸚鵡或紅眶亞馬遜鸚鵡，是分佈在阿根廷、巴西及巴拉圭的鸚鵡。
紅眼鏡亞馬遜鸚鵡棲息在亞熱帶或熱帶的乾旱森林、潮濕低地森林、潮濕山區森林、乾旱大草原及種植林。牠們受到失去棲息地的威脅。

## 外部連結
- BirdLife Species Factsheet （页面存档备份，存于）